# 147. vestlige længdekreds
Den 147. vestlige længdekreds (eller 147 grader vestlig længde) er en længdekreds, der ligger 147 grader vest for nulmeridianen. Den løber gennem Ishavet, Nordamerika, Stillehavet, det Sydlige Ishav og Antarktis.